# Daniela Merighetti
Daniela Merighetti, née le 5 juillet 1981 à Brescia (Lombardie, Italie), est une skieuse alpine italienne.

## Biographie
Son premier départ en Coupe du monde a lieu en décembre 2000. Elle monte sur son premier podium en mars 2003 au slalom gaént d'Åre. Elle gagne sa première épreuve en Coupe du monde neuf ans plus tard à l'occasion d'une descente disputée à Cortina d'Ampezzo.
Elle termine quatrième de la descente des Jeux olympiques de Sotchi 2014.
Elle prend sa retraite sportive en 2016.

## Palmarès

### Jeux olympiques
| Épreuve / Édition       | Turin 2006 | Vancouver 2010 | Sotchi 2014 |
| Descente                | 32e        | Abandon        | 4e          |
| Super G                 | -          | Abandon        | Abandon     |
| Slalom                  | Abandon    | -              | -           |
| Combiné / Super combiné | Abandon    | Abandon        | -           |

### Championnats du monde
| Épreuve / Édition       | Åre 2007 | Val d'Isère 2009 | Garmisch-Partenkirchen 2011 | Schladming 2013 | Beaver Creek 2015 |
| Descente                | 17e      | 16e              | 7e                          | Abandon         | 8e                |
| Super G                 | -        | Abandon          | 9e                          | 7e              | Abandon           |
| Combiné / Super combiné | 15e      | Abandon          | Abandon                     | Abandon         | -                 |

### Coupe du monde
- Meilleur classement général : 15e en 2012.
- 6 podiums dont 1 victoire.

#### Différents classements en Coupe du monde
| Année/Classement | Année/Classement | Général | Général | Descente | Descente | Super G | Super G | Slalom géant | Slalom géant | Slalom | Slalom | Combiné | Combiné |
| ---------------- | ---------------- | ------- | ------- | -------- | -------- | ------- | ------- | ------------ | ------------ | ------ | ------ | ------- | ------- |
| Année/Classement | Année/Classement | Class.  | Points  | Class.   | Points   | Class.  | Points  | Class.       | Points       | Class. | Points | Class.  | Points  |
| 2003             | 2003             | 59e     | 98      | -        | -        | -       | -       | 24e          | 80           | 42e    | 18     | -       | -       |
| 2004             | 2004             | 91e     | 30      | -        | -        | -       | -       | 33e          | 30           | -      | -      | -       | -       |
| 2005             | 2005             | -       | -       | -        | -        | -       | -       | -            | -            | -      | -      | -       | -       |
| 2006             | 2006             | 53e     | 103     | 27e      | 57       | 43e     | 16      | 48e          | 8            | -      | -      | 19e     | 22      |
| 2007             | 2007             | 48e     | 158     | 22e      | 118      | 48e     | 10      | -            | -            | 42e    | 15     | 32e     | 15      |
| 2008             | 2008             | 44e     | 131     | 21e      | 112      | 45e     | 5       | -            | -            | -      | -      | 31e     | 14      |
| 2009             | 2009             | 32e     | 237     | 14e      | 143      | 41e     | 20      | -            | -            | -      | -      | 10e     | 74      |
| 2010             | 2010             | 35e     | 197     | 8e       | 179      | 43e     | 10      | -            | -            | -      | -      | 34e     | 8       |
| 2011             | 2011             | 20e     | 327     | 10e      | 179      | 29e     | 40      | -            | -            | -      | -      | 12e     | 58      |
| 2012             | 2012             | 15e     | 407     | 7e       | 243      | 12e     | 135     | -            | -            | -      | -      | 27e     | 14      |
| 2013             | 2013             | 30e     | 266     | 7e       | 216      | 29e     | 36      | -            | -            | -      | -      | 29e     | 14      |
| 2014             | 2014             | 41e     | 171     | 20e      | 133      | 29e     | 38      | -            | -            | -      | -      | -       | -       |
| 2015             | 2015             | 35e     | 198     | 19e      | 133      | 23e     | 65      | -            | -            | -      | -      | -       | -       |
| 2016             | 2016             | 58e     | 138     | 22e      | 105      | 31e     | 33      | -            | -            | -      | -      | -       | -       |

#### Détail des victoires
| Édition / Épreuve | Descente          | Total |
| 2012              | Cortina d'Ampezzo | 1     |
| Total             | 1                 | 1     |

### Coupe d'Europe
- 3 podiums.

### Championnats d'Italie
- Championne de super G en 2009 et 2012.
- Championne de descente en 2009 et 2013.